# Liste der Kreisstraßen in Kassel
Die Liste der Kreisstraßen in Kassel ist eine Auflistung der Kreisstraßen in der hessischen kreisfreien Stadt Kassel.

## Abkürzungen
- K: Kreisstraße
- L: Landesstraße

## Liste
Die Kreisstraßen im Regierungsbezirk Kassel behalten die ihnen zugewiesene Nummer nicht bei einem Wechsel in einen anderen Landkreis oder in eine kreisfreie Stadt. Nicht vorhandene bzw. nicht nachgewiesene Kreisstraßen werden in Kursivdruck gekennzeichnet, ebenso Straßen und Straßenabschnitte, die unabhängig vom Grund (Herabstufung zu einer Gemeindestraße oder Höherstufung) keine Kreisstraßen mehr sind. 
Der Straßenverlauf wird in der Regel von Nord nach Süd und von West nach Ost angegeben.
| Nr.  | Verlauf |
| ---- | --- |
| K 1  | L 3219 – Credéstraße – /L 3421 |
| K 2  | L 3217 – Leuschnerstraße – K 3 – Leuschnerstraße – L 3219 |
| K 3  | L 3218 – Eugen-Richter-Straße – K 2 |
| K 4  | L 3420 – Heßbergstraße – K 32 – Bertha-von-Suttmer-Straße – L 3218 |
| K 6  | L 3298 – Ehlener Straße – Schlosspark Wilhelmshöhe |
| K 7  | L 3420 – Zentgrafenstraße – |
| K 8  | L 3217 – Ahnatalstraße – L 3420 – Ahnatalstraße – |
| K 9  | L 3420 – Breitscheidstraße – Kölnische Straße – K 47 – Kölnische Straße – K 16 – Bürgermeister-Brunner-Straße – K 17 – Kurfürstenstraße – K 13                                 |
| K 10 | L 3298 – Elgershäuser Straße – L 3218 |
| K 11 | K 32 – Friedrichstraße – Obere Karlstraße – L 3420 |
| K 12 | K 32 – Freiherr-vom-Stein-Straße – Friedrich-Ebert-Straße – L 3420 |
| K 13 | – Hoffmann-von-Fallersleben-Straße – L 3237 – Rudolf-Schwander-Straße – K 9 – Ständeplatz – L 3420                                                                             |
| K 14 | – Eisenschmiede – K 15 – Eisenschmiede – |
| K 15 | – Bunsenstraße – L 3386 – Bunsenstraße – K 14 |
| K 16 | K 9 – Bürgermeister-Brunner-Straße – L 3420 |
| K 17 | L 3237 – Werner-Hilpert-Straße – K 22 – Werner-Hilpert-Straße – K 9 |
| K 19 | – An der Karlsaue – Auedamm – K 33 – Am Sportzentrum – L 3421 |
| K 21 | – Lilienthalstraße – K 27 |
| K 22 | L 3237 – Erzbergerstraße – K 17 |
| K 23 | – Mombachstraße – |
| K 24 | (K 42 im Landkreis Kassel) – Stadtgrenze – Höheweg – Stadtgrenze an der östlichen Straßenseite – Höheweg – Wolfsgraben – L 3235                                                |
| K 25 | – Gelnhäuser Straße – Wiener Straße – |
| K 27 | L 3237 – Heiligenröder Straße – – Ochshäuser Straße – K 28 – Ochshäuser Straße – K 21 – Ochshäuser Straße – K 29 – Ochshäuser Straße – Stadtgrenze – (K 8 im Landkreis Kassel) |
| K 28 | K 27 – Forstfeldstraße – |
| K 29 | (K 11 im Landkreis Kassel) an der Stadtgrenze – Forstbachweg – K 27 – Forstbachweg –                                                                                           |
| K 30 | L 3218 – Bilsteiner Born – Nordhäuser Straße – Hohbefeldstraße – |
| K 32 | L 3217 – Wilhelmshöher Allee – K 4 – Wilhelmshöher Allee – K 12 – Wilhelmshöher Allee – K 50 – Wilhelmshöher Allee – L 3421 – Wilhelmshöher Allee – L 3420                     |
| K 33 | K 19 – Damaschkestraße – / |
| K 34 | / – Untere Königsstraße – L 3237 |
| K 36 | /L 3218 – Korbacher Straße – K 30 – Korbacher Straße – L 3217 – Korbacher Straße – L 3219                                                                                      |
| K 44 | – Ysenburgstraße – |
| K 47 | K 9 – Querallee – L 3420/L 3421 |
| K 50 | L 3218 – Wittrockstraße – K 32 – Germaniastraße – Goethestraße – L 3421 – Goethestraße – L 3420                                                                                |
| K 51 | L 3219 – Dennhäuser Straße – Stadtgrenze – (K 16 im Landkreis Kassel) |
| K 52 | L 3236 – Heinrich-Hertz-Straße – Emmy-Noether-Straße – Stadtgrenze – (K 9 im Landkreis Kassel)                                                                                 |